# Sing Sala Bim
Sing Sala Bim va ser la contribució de Noruega al Festival de Montreux de 1974. Fou produït i dirigit per Erik Diesen i Robert Williams. El guió del programa era de Yngvar Numme i Alfred Næss. Tenia una durada de 35 minuts i fou emesa per la Norsk Rikskringkasting el 21 d'abril de 1974. Va obtenir la Rose de Bronze.

## Contingut
El web de NRK descriu el programa cop
| « | ...un espectacle musical on on la nostra làpida sepulcral fa un tomb, però, en cas contrari, no hi ha cap perill. Aquí hi ha els prats nevats, Edvard Grieg, i una marquesina d'herba al terrat. Aquí teniu una festa al recinte i un casament a Troldhaugen. I aquí es troben Eartha Kitt, Dean Martin i Mills Brothers. | » |

## Protagonistes
- Grethe Kausland[1][2]
- Dizzie Tunes[1][2]

## Equip
- Yngvar Numme i Alfred Næss[1][2]
- Edició per TV: Erik Diesen[2]
- Material addicional: Robert Williams[2]
- Tema d'apertura: Einar Schanke[2]
- Escenografia: Christian Egemar[2]
- Maquillatge: Wenche Fjeld[2]
- Vestuari: Ada Skolmen[2]
- Attrezzo: Leif Grasmo, Olav Monge[2]
- Fotografia: Per Moen[2]
- Animació: Wilfred Jensenius[2]
- Edició: Svein Ivar Nilsen[2]
- Direcció tècnica: Helge Eliassen[2]
- So: Knut Hoel, Reidar Wergeland[2]
- Música: Sigurd Jansen[1][2]
- Gestió de la producció: Nils Ween[2]
- Coreografia: Gene Nettles[2]
- Assistent: Tove Hauge[2]
- Producció i direcció: Erik Diesen i Robert Williams[2]